# Saturnin de Marseille
Pour plus de détails, voir Fiche technique et Distribution.
Saturnin de Marseille est un film français réalisé en 1939 par Yvan Noé et sorti en 1941.

## Fiche technique
- Réalisation : Yvan Noé
- Scénario : Pol Mera, Fernand Méric
- Musique : Vincent Scotto
- Photographie : Georges Lucas, J.A. Lucas Villerbue
- Montage : Emma Le Chanois
- Production :  Films Félix Méric
- Pays :  France
- Format :  Noir et blanc - 1,37:1 - 35 mm - son mono
- Genre : Comédie
- Durée : 76 minutes
- Date de sortie : 
  - France - 9 janvier 1941

## Distribution
- Gorlett : Saturnin
- René Lestelly : Jean Morgan
- Denise Bosc : Denise
- Pierre Alcover : le père Morgan
- Manuel Gary
- Josette Jo
- Marthe Mussine : Betty
- Robert Myrna
- Jacqueline Pacaud : Suzy
- Marcelle Praince : Adèle
- Serge Reggiani
- Jacques Varennes